# Terry Deroover
Terry Deroover, né le 11 juin 1991 à Jette en Belgique, est un joueur belge de basket-ball. Il évolue principalement au poste de meneur.

## Carrière en club
Né à Jette, en région bruxelloise, Terry Deroover commence à jouer au basket-ball à l'âge de 4 ans dans son club local du BCU Ganshoren. À 14 ans il intègre le centre de formation de l'AWBB, où il poursuit simultanément son parcours scolaire aux côtés de joueurs comme Pierre-Antoine Gillet ou Loïc Schwartz.
Approché par l'Excelsior Brussels il s'engage finalement au BC Carnières en deuxième division belge en été 2009. Lors d'une rencontre face à l'Excelsior en octobre 2009, il affronte son ancien entraîneur de Ganshoren, Éric Struelens, qui, à 39 ans, est encore actif sur le terrain. Carnières fini la saison à la 9e place et ne parvient pas à se qualifier pour les playoffs. 
En 2010 il s'engage aux Kangoeroes Boom, vice-champions en titre, avec lesquels il remporte la coupe de Flandre ainsi que le titre de champion de deuxième division en 2011. Au cours de sa deuxième saison, il parvient à atteindre la finale de la Coupe de Flandre, bien qu’il ne remporte pas le titre.
Initialement prévu pour rejoindre le BC Fleurus, Deroover est finalement recruté par les Louvain Bears à l’été 2012.
Fin février 2025, en pleine saison de BNXT League avec le Brussels, Deroover annonce qu'il met un terme à sa carrière professionnelle à la fin de la saison et qu'il rejoint le Basket Willebroek en deuxième division belge. Le 10 mai 2025, pour son dernier match avec le Brussels et de sa carrière professionelle (hors playoffs), Deroover égale un record vieux de près de 10 ans, détenu par Donald Sims (en), avec 7 paniers à trois points en un match de saison régulière. Il termine la rencontre également en tant que meilleur joueur (évaluation 28) avec 27 points (3/3 à 2 points, 7/12 à 3 points), 3 rebonds et 1 passe décisive.

## Style de jeu
Terry Deroover est un meneur de jeu caractérisé par sa rapidité et son aggresivité. Bien que mesurant 1,78 m, il compense par sa mobilité et sa capacité à organiser le jeu. Son tir, particulièrement à trois points, constitue l'une de ses principales qualités,.

## Palmarès
Kangoeroes Malines
- Vainqueur de la Coupe de Flandre en 2011.
- Champion de Belgique de deuxième division en 2011.
- Finaliste de la Coupe de Flandre en 2012.
- Finaliste de la Coupe de Belgique en 2021.